# Кубин, Йозеф Штефан
Йозеф Штефан Кубин (чеш. Josef Štefan Kubín; 7 октября 1864, Йичин — 25 ноября 1965, Прага) — чешский этнограф, писатель, переводчик и педагог.

## Жизнь и творчество
После окончания гимназии Й. Ш. Кубин изучает в пражском университете сперва медицину, а затем — философию. Окончил университет в 1890 году, после чего работает учителем — с 1902 года в родном городе, затем два года в Млада-Болеслав, в Кутна-Гора, в Ческе-Будеёвице, и до 1925 года — в Праге. В 1925 году выходит на пенсию. Й.Кубин много путешествовал по Европе, в 1883 году совершил поездку по Африке. Как поэт и переводчик проявил себя ещё в студенческие годы, переведя с французского Песнь о Роланде. Этот перевод молодого Кубина вышел в свет в изданном Ярославом Вхрлицким Sborníku poezie světové (Сборнике мировой поэзии). В 1917 году он подписывается под «Манифестом чешских писателей». В 1934 году писатель становится заслуженным членом Краловского чешского научного общества, а с 1946 он — член Чешской академии наук. С 1962 года — почётный член международного этнографического общества International Society for Folk Narrative Research. Народный артист Чехословакии (1964).
Предметом научных исследований Й. Ш. Кубина были народные предания Чехии, преимущественно сказки, сборники которых учёный издавал. Произведения писателя выходили в свет и на других европейских языках.